# Landévant

Landévant este o comună în departamentul Morbihan, Franța. În 1 ianuarie 2022 avea o populație de 4.049 de locuitori.